# Fini Sturm
Ronja Fini Sturm (Berlín, 11 de septiembre de 1995) es una deportista alemana que compite en remo.
Ganó dos medallas de bronce en el Campeonato Mundial de Remo, en los años 2018 y 2019, y dos medallas de plata en el Campeonato Europeo de Remo, en los años 2015 y 2016.

## Palmarés internacional
| Campeonato Mundial | Campeonato Mundial     | Campeonato Mundial | Campeonato Mundial  |
| Año                | Lugar                  | Medalla            | Prueba              |
| ------------------ | ---------------------- | ------------------ | ------------------- |
| 2018               | Plovdiv (Bulgaria)     | Medalla de bronce  | Cuatro scull ligero |
| 2019               | Ottensheim (Austria)   | Medalla de bronce  | Cuatro scull ligero |
| Campeonato Europeo |                        |                    |                     |
| Año                | Lugar                  | Medalla            | Prueba              |
| 2015               | Poznań (Polonia)       | Medalla de plata   | Doble scull ligero  |
| 2016               | Brandeburgo (Alemania) | Medalla de plata   | Doble scull ligero  |